# Chang'e 6
Chang'e 6 (du chinois : 嫦娥六号 ; pinyin : cháng'é liù hào, de Chang'e, déesse de la Lune dans la mythologie chinoise, parfois typographiée Chang'E 6 ou abrégée CE-6) est la deuxième mission chinoise de retour d'échantillon du sol lunaire. La sonde spatiale est conçue pour rapporter sur Terre un échantillon de sol de la face cachée de la Lune qui est considérée par la communauté scientifique comme présentant des caractéristiques spécifiques. Toutes les missions américaines (programme Apollo) et soviétiques (Programme Luna) précédentes ont jusque là ramené des échantillons de sol lunaire de la face visible de la Lune et Chang'e 6 réalise donc une première.
Chang'e 6, dont la masse atteint 8,2 tonnes, est un clone de Chang'e 5 dont le lancement a eu lieu fin 2020. Elle comprend principalement trois modules : le module orbital doit rester en orbite autour de la Lune tandis que l'atterrisseur emmène l'étage de remontée à la surface de la Lune. La sonde spatiale est placée en orbite par le lanceur lourd chinois Longue Marche 5 le 3 mai 2024. La sonde spatiale chinoise se pose dans le bassin Pôle Sud-Aitken le 1er juin. Après avoir prélevé des échantillons jusqu'à une profondeur de 1 mètres, largué un petit robot mobile et effectué différentes mesures avec des instruments scientifiques, l'étage de remontée quitte le sol lunaire le 3 juin puis vient s'amarrer au module resté en orbite. Celui-ci prend par la suite la direction de la Terre et largue la capsule contenant les échantillons de sol le 25 juin. La mission est un succès : Chang'e 6 a ramené 1953 grammes de roches et de régolithe. Leur analyse devrait s'échelonner sur plusieurs années.

## Contexte

### Une face cachée mystérieuse
La face cachée de la Lune est la face de cet astre qui est en permanence située du côté opposé à la Terre et qui ne peut donc être observée par des télescopes situés sur Terre. L'apparence de la face cachée de la Lune est très différente de sa face visible. Alors que cette dernière est en partie recouverte par des mers (ces surfaces planes, ayant l'apparence visuelle de mer vue depuis la Terre, constituent 31% de sa surface), la face cachée n'en comporte quasiment pas (1%) et est recouverte de cratères. Plusieurs explications ont été proposées par la communauté scientifique pour expliquer cette différence mais aucune ne fait l'unanimité.

### Historique des observations de la face cachée
Jusqu'à la fin des années 1950 et le début de l'ère spatiale on savait peu de choses de la face cachée de la Lune car celle-ci échappait presque totalement aux observations qui ne pouvaient être effectuées que depuis la Terre. Les premières photos de la face cachée sont prises par la sonde soviétique Luna 3 en 1959. Par la suite de nombreuses missions robotiques permettent de cartographier cette face et de découvrir ses caractéristiques très particulières sans pour autant les expliquer. La première observation directe par des hommes est réalisée par l'équipage de la mission Apollo 8 en 1968. Mais alors que plusieurs missions avec équipage et de nombreuses sondes spatiales se posent à la surface de la face visible, certaines ramenant sur Terre des échantillons de son sol, aucune mission spatiale ne se pose sur la face cachée jusqu'en 2019 pour une raison simple : une fois au sol aucune communication directe avec la Terre n'est possible.

### Le programme d'exploration chinois de la Lune
La Chine développe un programme spatial ambitieux au début des années 2000. Comme les principales puissances spatiales (excepté l'Europe), elle choisit d'envoyer ses premières missions interplanétaires vers la Lune en développant des engins de plus en plus complexes. Les premières sondes spatiales du programme chinois d'exploration lunaire Chang'e sont de simples orbiteurs : Chang'e 1 lancé en 2007) et 2 (2010). Leur succèdent des astromobiles qui se posent à la surface de la Lune et circulent à sa surface : Chang'e 3 (2013) puis et 4 (2018). Cette dernière mission réalise une première mondiale en déposant un astromobile à la surface de la face cachée de la Lune. Les communications avec la Terre sont réalisées grâce à un satellite relais Queqiao orbitant autour de la Lune. En 2020, une mission de retour d'échantillons Chang'e 5 est lancée et ramène sur Terre 1,7 kilogramme de régolithe et de roches lunaires. Il s'agit de la première mission ramenant des échantillons du sol lunaire depuis la sonde spatiale soviétique Luna 24 de 1976.

### Chang'e 6 première mission de retour d'échantillons de la face cachée de la Lune
Tous les échantillons du sol de la Lune ramenés par les missions précédentes (programme Apollo, programme Luna et programment chinois) proviennent de la face visible de notre satellite naturel. L'acquisition d'un échantillon du sol de la face cachée de la Lune est considéré par la communauté scientifique comme un objectif prioritaire car cette face est très différente de la face visible sans qu'aucune explication satisfaisante de cette dichotomie ait été trouvée. Une mission américaine, baptisée (MoonRise), est proposée en 2017 dans le cadre du programme New Frontiers de la NASA mais n'a pas été retenue. La Chine développe à la fin des années 2010 une mission qui a pour objectif de ramener un échantillon du sol lunaire. Lors du Congrès international d'astronautique de 2022 les autorités chinoises fournissent pour la première fois des détails sur cette mission qui est baptisée Chang'e 6. Comme pour Chang'e 5, les communications passent par un satellite relais placé en orbite autour de la Lune. Des centres de recherche non chinois sont sollicités en 2018 pour la fourniture d'instruments scientifiques. Le lancement est programmé pour fin 2023/début 2024.

## Objectifs de la mission

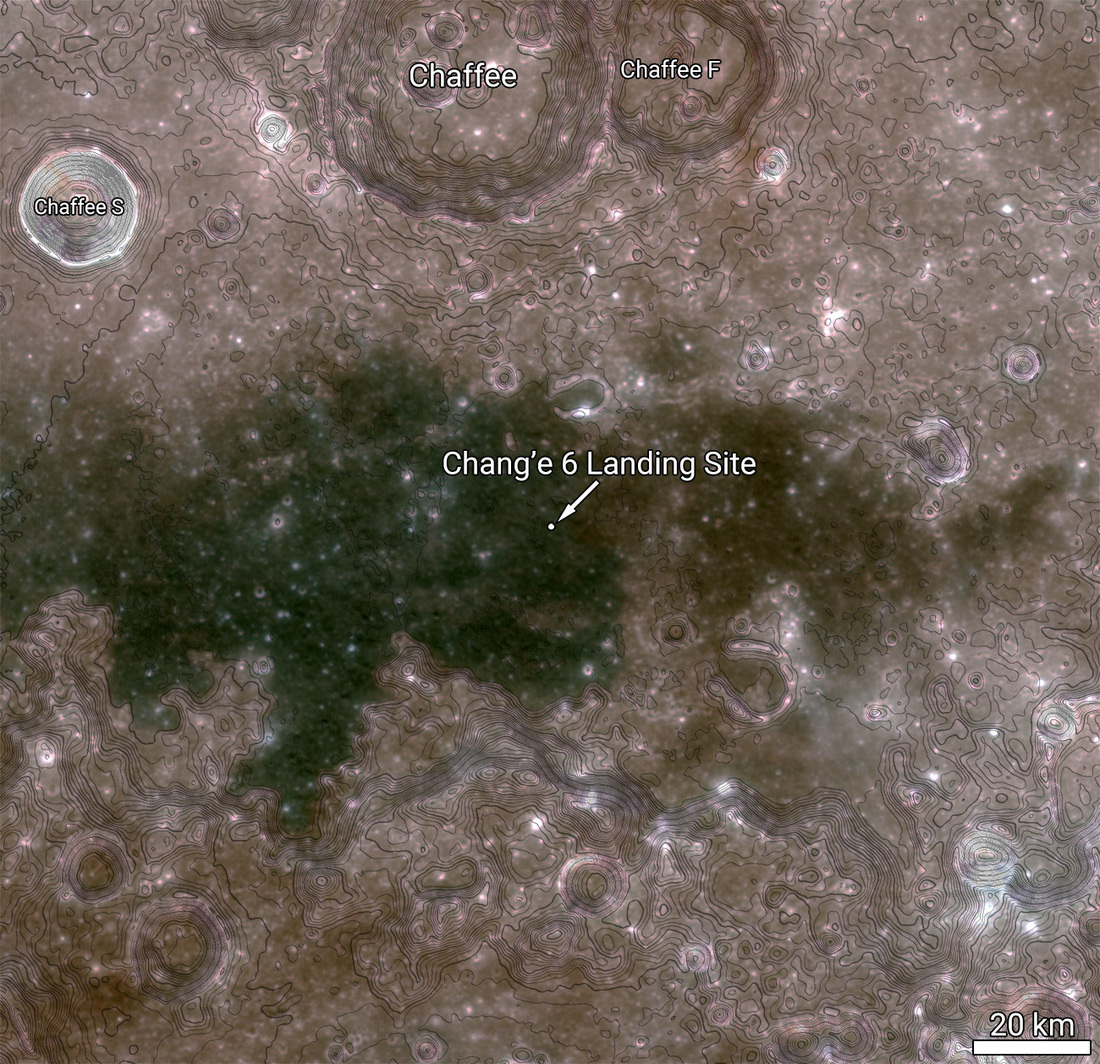
Photo de la région (la photo couvre une zone de 190 kilomètres de large) dans laquelle se situe le site d'atterrissage de Chang'e 6. La photo est en fausses couleurs : les zones sombres au centre sont des dépôts basaltiques (mer lunaire), les zones bleutées sont caractérisées par une concentration en titane plus élevée que la moyenne tandis que celles rougeâtres comportent moins de titane que la moyenne.

L'objectif de la mission est de ramener des échantillons du sol lunaire de la face cachée de la Lune. Le site choisi est le cratère Apollo, situé dans le bassin d'impact Pôle Sud-Aitken (41,638º sud, 153,986º ouest). Ce dernier bassin est le plus ancien et le plus grand de la Lune. Aussi l'étude de son sol peut permettre de mieux dater l'histoire de notre satellite et de comprendre son évolution.
Les responsables chinois de la mission se donnent pour objectif de ramener 2 kilogrammes de sol lunaire collectés  dont 0,5 kilogramme prélevés en profondeur  (jusqu'à 2 mètres) à l'aide d'une foreuse et 1,5 kilogramme en surface à l'aide d'un bras robotique.

## Caractéristiques techniques

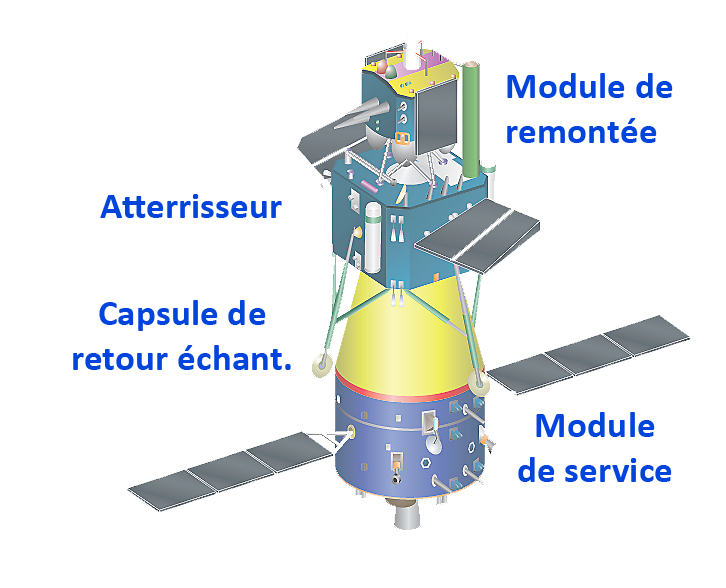
Schéma de la sonde spatiale.

La sonde spatiale Chang'e 6 est l'exemplaire de secours développé pour la mission Chang'e 5. D'une masse de 8,2 tonnes elle est composée de quatre modules : un module de service (orbiteur) prenant en charge le trajet entre la Terre et la Lune, un atterrisseur d'une masse de 3,8 tonnes chargé de se poser sur la Lune, un étage de remontée qui doit placer les échantillons de sol en orbite lunaire et une capsule de retour qui les ramène sur Terre.

### Orbiteur
L'orbiteur de forme cylindrique est chargé des manœuvres de corrections de trajectoires pendant le transit entre la Terre et la Lune, puis de l'insertion en orbite lunaire. Après son décollage depuis la surface, le module de remontée vient s'amarrer à l'orbiteur afin de transférer les échantillons dans la capsule de rentrée. Cette dernière quitte ensuite l'orbite lunaire grâce à l'orbiteur, ici chargé de l'injection dans l'orbite de transfert en direction de la Terre. Il dispose d'un moteur principal à ergols liquides d'une poussée constante de 3 000 newtons, ainsi que de deux ailes symétriques comportant chacune trois panneaux solaires fournissant l'énergie. Ces deux caractéristiques en font un engin semblable à l'orbiteur de la sonde martienne Tianwen-1. Il dispose également de moyens de télécommunication afin de transmettre au contrôle au sol ses télémesures et de recevoir des commandes, ainsi que de petits propulseurs pour contrôler son attitude. En configuration de lancement, l'orbiteur est fixé sur le dernier étage de la fusée, il comporte de plus un adaptateur en forme de cône tronqué sur sa face supérieure qui fait la jonction avec l'atterrisseur. Après l'amarrage avec le module de remontée en orbite lunaire, un mécanisme composé de deux bras robotiques est chargé de transférer le conteneur des échantillons dans la capsule de retour. Le conteneur est guidé par des rails tandis que les bras s'agrippent à des crans en forme de triangle inversé sur le flanc du conteneur, empêchant ce dernier de faire marche arrière. Les bras robotiques répètent leur mouvement quatre fois afin de compléter le transfert du conteneur.

### Atterrisseur

#### Caractéristiques générales
L'atterrisseur est l'élément chargé de se poser à la surface de la Lune avec le module de remontée. Il reprend une architecture et des caractéristiques très similaires aux atterrisseurs mis en œuvre par les missions Chang'e 3 et Chang'e 4 qui l'ont précédé. D'une masse à sec d'une tonne, il pèse 3,8 tonnes avec les ergols. Pour se poser à la surface de la Lune, il utilise un moteur-fusée à ergols liquides principal dont la poussée peut être modulée entre 1 500 et 7 500 newtons. De cette manière il fonctionne en continu durant la descente vers la surface lunaire en diminuant progressivement sa poussée afin de maintenir une décélération constante compte tenu de l'allégement progressif de l'engin spatial dû à la consommation des ergols. Le contrôle d'attitude repose sur vingt-huit petits propulseurs d'une poussée de 10 et 150 newtons. L’énergie est fournie par deux panneaux solaires déployables et repliables à la demande, notamment pour les protéger des projections de poussières lunaire lors de l'atterrissage qui pourraient les endommager. Une centrale à inertie est chargée de donner l'orientation de la sonde, tandis que durant la descente vers la surface lunaire l'ordinateur de bord utilise pour le guidage un altimètre laser, un altimètre à micro-onde, des caméras et un capteurs laser imageant le sol en trois dimensions, afin d'analyser la surface et de repérer les obstacles. La précision de l'atterrissage est de 700 mètres. L'atterrisseur est conçu pour fonctionner dans des conditions proches du milieu de la journée lunaire, lorsque l'ensoleillement lui procure suffisamment d'énergie via ses panneaux solaires. Contrairement aux atterrisseurs Chang'e 3 et Chang'e 4, il n'est pas équipé de source de chaleur radioactive ou d'un générateur thermoélectrique à radio-isotope et n'est donc pas conçu pour survivre à la nuit lunaire.

#### Système de prélèvement
Une fois posé, l'atterrisseur dispose d'un bras robotique télécommandé à 4 degrés de liberté de 3,6 mètres de long et d'une masse de 22 kilogrammes. Il est conçu pour fonctionner malgré la température à la surface lunaire qui dépasse les 100 °C et sa précision de positionnement est de 2 millimètres. Une caméra télescopique est positionnée sur le deuxième segment du bras afin de suivre les opérations. L'extrémité du bras est équipée de deux systèmes de prélèvement d'échantillons distincts, dits échantillonneurs A et B. Ils sont placés dos à dos sur un plateau de sorte que le bras fait pivoter sa dernière articulation pour placer l'un ou l'autre des échantillonneurs au contact du régolithe lunaire. L'échantillonneur A dispose d'une pelle rotative pour creuser un sol meuble, qui fonctionne de concert avec une autre pelle télescopique pour recueillir des échantillons superficiels. Leurs mouvements respectifs sont obtenus à l'aide de deux moteurs indépendants. Placées l'une contre l'autre les deux pelles permettent de contenir les échantillons et d'ainsi les transférer dans le conteneur. L'échantillonneur B a une forme cylindrique avec huit pétales rétractables qui en position déployée forment une demi sphère. Lors d'un prélèvement, les pétales sont en position ouverte et le cylindre est appliqué contre la surface. Un moteur fait tourner le cylindre sur lui-même, creusant le sol à l'aide de l'extrémité des pétales qui dépassent des bords du cylindre. Une fois enfoncé à son maximum, les pétales se déploient pour contenir le prélèvement, puis les échantillons sont transférés dans le conteneur. Un piston est chargé de pousser le prélèvement vers l'extérieur pour vider le cylindre. Deux caméras sont installés parallèlement à chaque échantillonneur afin de suivre les opérations de prélèvement. Après chaque prélèvement, les échantillons sont transférés dans un conteneur situé sur l'atterrisseur à proximité du bras robotique. Lorsque les prélèvements sont terminés, le bras robotique à l'aide de l'échantillonneur A extrait le conteneur du corps de l'atterrisseur et vient le placer dans le module de remontée. Le conteneur et les deux échantillonneurs sont conçus par l'Université Polytechnique de Hong Kong. L'atterrisseur dispose également d'une foreuse de type rotatif à percussion, capable de prélever des carottes du sol lunaire jusqu'à une profondeur de 2 mètres. Celles-ci sont ensuite stockées dans un tube en kevlar qui est transféré dans le module de remontée. Le système est capable de prélever un maximum de 4 kilogrammes d'échantillons, mais l'objectif est d'en collecter un minimum de 2 kilogrammes, dont 0,5 kilogramme par la foreuse et 1,5 kilogramme par le bras robotique.

### Module de remontée
Le module de remontée d'une masse de 800 kilogrammes est fixé sur le pont supérieur de l'atterrisseur où il reste en sommeil jusqu'à son décollage depuis la surface de la Lune. Un mécanisme relie latéralement les deux véhicules, canal par lequel transitent l'énergie, les données, mais également les échantillons. Cette interface se détache ensuite du module de remontée et s'écarte afin de laisser le champ libre au décollage. Pour ce faire il utilise un moteur principal d'une poussée de 3 000 newtons identique à celui mis en œuvre sur l'orbiteur et dispose de vingt propulseurs d'attitude pour contrôler son orientation et effectuer de petites manœuvres. Sa tuyère se trouve à seulement 20 centimètres du haut de l'atterrisseur, un petit déflecteur de flamme en forme de cône joue le rôle de carneau en contrôlant l'écoulement des gaz générés lors de l'allumage du moteur. Ce dernier est isolé du reste du module de remontée par plusieurs couches d'isolant thermique pour que sa chaleur n'endommage pas ses composants. Le module de remontée est conçu pour pouvoir décoller de la surface lunaire même avec un atterrisseur incliné à 20 degrés. Le décollage depuis la surface lunaire repose sur le système de Guidage, Navigation et Contrôle qui se base sur les données de plusieurs capteurs, à savoir des gyroscopes, accéléromètres et viseurs d'étoiles pour corriger la trajectoire. Il est conçu pour gérer différentes situations d'urgence, comme une extinction prématurée du moteur principal, allumant dans un tel cas les propulseurs d'attitude pour compléter l'insertion en orbite. Le rendez-vous orbital emploie un système miniaturisé de celui mis en œuvre dans le programme de vol habité, avec une combinaison de radar, de laser et de capteur micro-onde. Le mécanisme d'amarrage passif sur le module de remontée est composé de trois barres faisant un angle de 120° les unes avec les autres. Elles sont agrippées par trois pinces sur le mécanisme de l'orbiteur, maintenant les deux modules fermement ensemble. Les échantillons sont ensuite transférés dans la capsule de retour.

### Capsule de retour
La capsule de retour est fixée durant la majeure partie de la mission sur l'orbiteur, dans une cavité entre ses réservoirs d'ergols. Son architecture est très similaire à une version miniaturisée du vaisseau spatial habité Shenzhou, avec la forme en cloche caractéristique héritée des vaisseaux soviétiques Soyouz et Zond. La capsule de retour contient un logement dans lequel est placé le conteneur d'échantillons cylindrique dans lequel sont placés d'une part le conteneur cylindrique contenant les carottes de sol extraits par la foreuse d'autre part le conteneur cylindrique plus petit contenant les échantillons de sol recueillis en surface par la pelle. La capsule de retour comprend un bouclier thermique chargé de la protéger de la forte chaleur générée lors de la rentrée atmosphérique, d'autant plus que cette dernière se fera à la seconde vitesse cosmique (environ 11 kilomètres par seconde). Durant cette phase la capsule dispose de propulseurs d'attitude, contrôlant de fait sa portance et donc sa trajectoire afin d'atterrir dans la zone visée. Une fois en dessous de 10 kilomètres d'altitude, elle déploie son parachute de freinage puis son parachute principal, indiquant à l'aide d'un balise sa position aux équipes au sol chargées de la récupérer,.

## Instruments scientifiques
Les instruments scientifiques développés par la Chine comprennent .
- une caméra d'atterrissage
- une caméra panoramique
- un spectromètre minéralogique
- un radar d'exploration lunaire
- un mini astromobile (rover) de 5 kg nommé Jinchan (d'après Jin Chan (animal à trois pattes de la mythologie chinoise symbole de prospérité) qui doit prendre des photos de l'atterrisseur une fois celui-ci à la surface de la Lune. Ce petit astromobile se déplace à la surface sur ses 4 roues et dispose pour remplir sa mission d'une caméra à chaque extrémité. Il communique avec l'atterrisseur par Wifi[3].

### Participations internationales
Les responsables chinois ont réservé dix kilogrammes de charge utile pour des expériences scientifiques fournies par d'autres pays.
- L'agence spatiale française, le CNES, fournit des expériences pour cette mission[1]. Le laboratoire de recherche spatiale français IRAP fournit l'instrument DORn (Detection of Outgassing RadoN) qui sera installé sur l'atterrisseur. L'instrument doit mesurer par spectrométrie alpha l'isotope radon 222 dégazé du régolithe du fait de l'activité sismique et tectonique lunaire[14],[15],[16].
- L'institut italien INFN fournit le rétroréflecteur laser INRRI (INstrument for landing-Roving laser Retroreflector Investigations) qui a déjà été mis en œuvre par d'autres missions spatiales et qui sera installé sur l'atterrisseur.
- L'Agence spatiale européenne et la Suède fournissent l'instrument NILS (Negative Ions on Lunar Surface) qui mesure le vent solaire atteignant la surface lunaire et plus particulièrement les ions négatifs du plasma qui n'ont jusqu'à présent jamais été détectés.
- Le Pakistan fournit le CubeSat KUBE-Q qui est placé en orbite autour de la Lune.

## Déroulement de la mission
Toutes les opérations se déroulant en orbite autour de la Lune ou à sa surface sont, dans le cas nominal, pilotées par les opérateurs sur Terre grâce au relais assuré par le satellite Queqiao 2. Mais en cas de défaillance de celui-ci, la sonde spatiale Chang'e 6 dispose d'un programme qui lui permet d'exécuter de manière autonome toutes les opérations prévues.

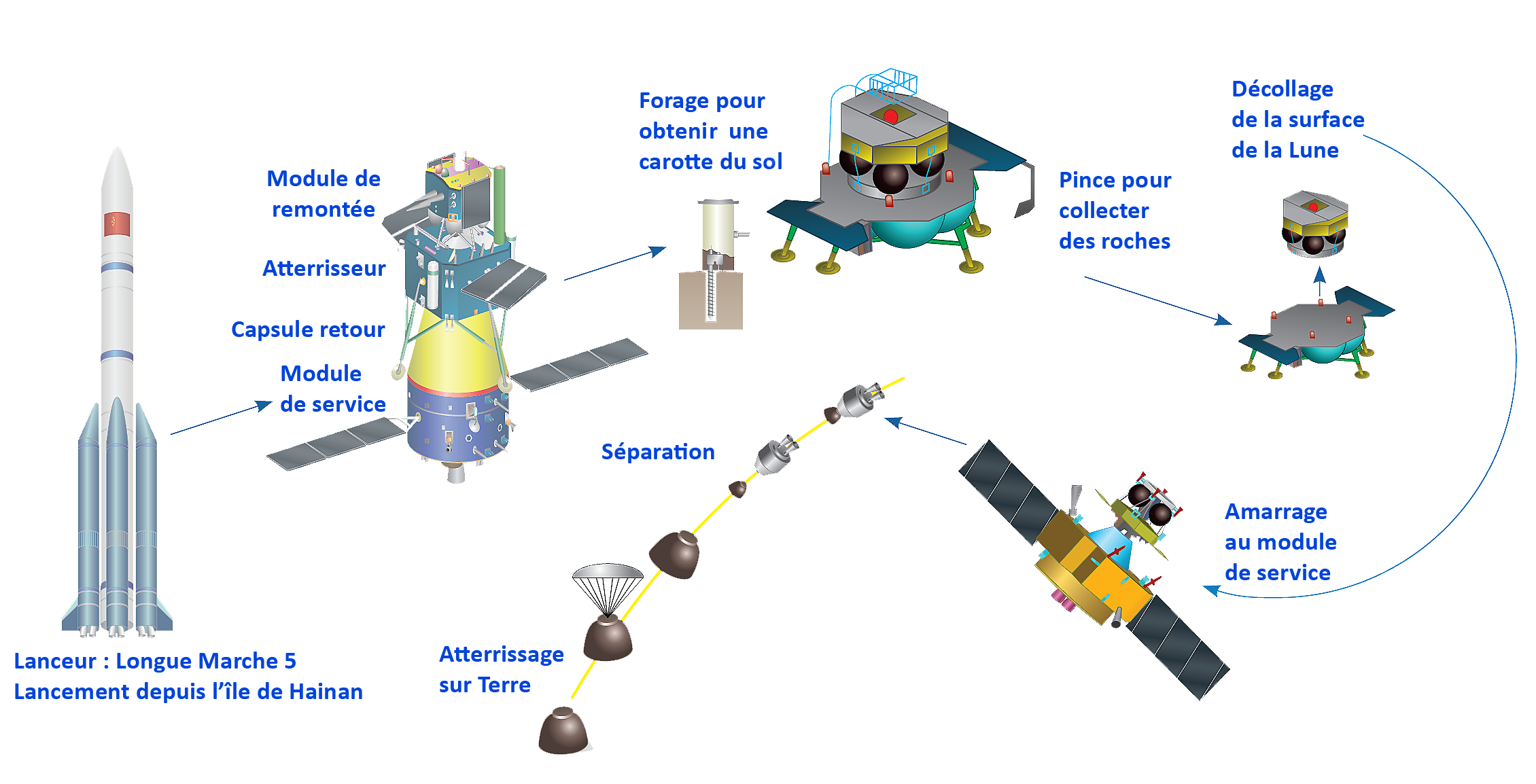
Schéma du déroulement de la mission Chang'e 5 très proche de celui la mission Chang'e 6.

### Lancement et transit (20 mars - 3 mai)
Le satellite Queqiao 2 qui doit servir de relais de communications entre Chang'e 6 et la Terre est lancé le 20 mars 2020 par une fusée Longue marche 8 depuis la base de lancement de Wenchang sur l'île d'Hainan. Il est immédiatement injecté sur une orbite de transfert vers la Lune puis s'insère en orbite lunaire le 24 mars. Après plusieurs manoeuvres orbitales, il se place sur une orbite lunaire elliptique définitive de 200 × 16 000 kilomètres et d'inclinaison 54,8° qu'il parcourt en 24 heures permettant 20 heures (sur 24) de communication entre les missions posée sur la face cachée de la Lune et le contrôle au sol sur Terre.
La sonde spatiale Chang'e 6 est placée en orbite par un lanceur chinois lourd Longue Marche 5 décollant de la base de lancement de Wenchang le 3 mai 2024 à 9 h 27 min 29 s UTC.

### Atterrissage et activité lunaire au sol (1 au 4 juin)

Site d'atterrissage de Chang'e 6 photographié avant et après l'arrivée sur le sol lunaire. Le souffle des moteurs utilisés pour l'atterrissage a décapé la couche superficielle du régolithe faisant apparaitre un sol plus clair.

L'atterrisseur se pose dans le bassin Pôle Sud-Aitken sur la face cachée de la Lune (environ 46° de latitude sud et 180° de longitude est) le 1er juin suivant à 22 h 23 min 16 s UTC. A l'aide de photos prises par les caméras de l'atterrisseur, les équipes au sol ont reconstitué un modèle de la surface lunaire à portée des équipements chargés de prélever les échantillons de régolithe et de roches lunaires. A l'aide de la maquette réalisée ils programment les opérations de prélèvement qui sont réalisées en deux jours.
Les échantillons sont prélevés au moyen d'un échantillonnage à la pelle près de la surface et à l'aide d'une foreuse sous la surface comportant un tube en aluminium long de 2,5 mètres. Les scientifiques chinois espèrent récupérer du basalte et des éjectas   provenant de la croûte profonde voire du manteau. Alors que celle-ci permet théoriquement d'atteindre 2,5 mètres de profondeur, elle ne parvient pas à descendre à plus de 1 mètre car elle est apparemment  bloquée par des roches trop dures. Ce problème avait déjà arrêté la foreuse de Chang'e 5 à la même profondeur et les ingénieurs chinois en avaient tenu compte et avaient modifié le fonctionnement de la foreuse de Chang'e 6. Mais ces améliorations n'ont pas porté leurs fruits sans doute à cause d'une mauvaise modélisation du comportement du régolithe lunaire et de la difficulté de reproduire sur Terre les conditions lunaires (gravité, cohésion, pression). Le bras robot ramène en tout 8 échantillons de sol contre 12 pour la mission Chang'e 5.

### Décollage et amarrage au module orbital (4 au 6 juin)
Le 4 juin des boulons explosifs séparent l'étage de descente qui reste à la surface de la Lune et le module de remontée, qui emporte la capsule contenant les échantillons de sol lunaire. Sous la poussée de son moteur principal de 3 kiloNewtons, le module commence par monter pendant 1 seconde à la verticale relative à l'étage de descente pour éviter de heurter celui-ci puis durant les 9 secondes suivantes à la verticale par rapport à la surface. Ensuite il adopte une trajectoire inclinée d'abord à 60° durant 20 secondes avant de progressivement accentuer cette inclinaison jusqu'à se déplacer horizontalement par rapport à la surface (inclinaison de 0°). Durant la phase propulsive le module contrôle de manière continue son attitude à l'aide de ses huit moteurs de 120 Newtons de poussée. Au bout de 6 minutes l'engin spatial est satellisé sur une orbite de 15 x 180 kilomètres. Le module de remontée va alors effectuer une manoeuvre de rendez-vous avec le module resté en orbite qui va durer près de deux jours. A l'aide du radar, du lidar et de l'analyse d'images prises par les caméras, les deux engins spatiaux vont se rapprocher en plusieurs étapes d'abord de 5 kilomètres puis de 1 kilomètres, 100 mètres et enfin 20 mètres. L'amarrage s'effectue grace à un système pinces et de barres original qui permet d'atténuer la différences de masse entre les deux engins : les pinces se referment d'abord partiellement puis au bout de 10 secondes permettant aux deux engins de s'aligner correctement, le système d'amarrage est verrouillé. Le conteneur d'échantillon est alors transféré du module de remontée au module orbital avec l'aide d'un mécanisme à crémaillère,.
L'atterrisseur resté sur le sol lunaire n'a pas été conçu pour résister au souffle et à la chaleur du décollage du module de remontée. Les instruments scientifiques restés sur le sol lunaire cessent de fonctionner.

### Retour sur Terre et récupération de la capsule (20 au 25 juin)
Les ingénieurs chinois ont opté pour un scénario de retour d'échantillons complexe : l'étage de remontée, au lieu de revenir directement sur Terre (scénario des sondes soviétiques du programme Luna), a rendez-vous avec le module de service : l'échantillon est alors transféré dans la capsule de retour. Celle-ci rejoint la Terre et l'échantillon s'en détache pour effectuer une rentrée atmosphérique,.
L'étage de remontée est largué et va s'écraser sur le sol lunaire, non loin du site du site d'atterrissage de Chang'e 4, vers le 8 juin soit deux jours après les opérations d'amarrage. Le reste de la sonde spatiale séjourne autour de la Lune durant 14 jours supplémentaires en attendant que les positions relatives de la Lune et de la Terre permettent un retour direct. Le 20 juin à 15h38 UTC la sonde spatiale entame son retour vers la Terre. Le 25 juin alors qu'elle se trouve à 5000 kilomètres de la Terre, la capsule contenant les échantillons est larguée et entame sa rentrée atmosphérique à une vitesse de 11,2 km/s au-dessus de la péninsule arabique. Le reste de la sonde spatiale manœuvre pour éviter la Terre et poursuit sa trajectoire. Pour réduire sa vitesse la capsule, qui dispose d'un système permettant de déplacer son centre de gravité et ainsi de modifier l'angle d'incidence, l'utilise à deux reprises pour rebondir au-dessus de la couche atmosphérique dense. Au-dessus du plateau tibétain, alors que sa vitesse a été réduite à 7 km/s et qu'elle se situe à une altitude 60 kilomètres, elle entame une rentrée atmosphérique définitive. La capsule se pose le 25 juin à 14 h 7, heure locale dans une zone désertique située dans la bannière de Siziwang en Mongolie intérieure,,.
La capsule est transférée le lendemain de son atterrissage à Pékin où est situé le laboratoire chargé de réaliser les opérations de récupération des échantillons de sol lunaire et d'entamer leur analyse. Le 28 juin les responsables chinois annoncent que la sonde spatiale a ramené 1935,3 grammes (Chang'e 5 avait ramené 1731 grammes). C'est nettement plus que les sondes soviétiques Luna 16, 20 et 24 qui ont ramené en tout 300 grammes ou que les missions de retour d'échantillon à destination des astéroïdes qui ont ramené respectivement 121,6 grammes (OSIRIS-REx) et 5,4 grammes (Hayabusa 2). Les autorités chinoises rendent public leur intention de partager des échantillons avec les scientifiques d'autres pays. L'administrateur de la NASA, Bill Nelson, se dit intéressé mais cette transaction nécessite un accord du Congrès américain. L'analyse des échantillons devrait durer plusieurs années.

## Résultats
L'analyse des échantillons de sol ramenés sur Terre est prévue de s'échelonner sur plusieurs années. Les premiers résultats scientifiques sont rendus public en 2024, avec la mise en évidence d'un volcanisme actif il y a environ 2,8 milliards d'années, qui s'est déroulé sur au moins 1,4 milliard d'années. 
L'instrument NILS suédois a réussi pour la première fois à détecter des ions négatifs à la surface de la Lune après 3 heures de fonctionnement. L'instrument français DORn, qui a effectué des mesures successivement durant le transit vers la Lune, en orbite lunaire (32 heures) et au sol (111 heures) a rempli ses objectifs en détectant du radon et d'autres isotopes radioactifs.

## Prochaines missions lunaires chinoises
Dans le futur deux autres missions robotiques à destination de la Lune sont d'ores et déjà programmées de manière ferme. Elles comprennent, contrairement aux missions précédentes, un orbiteur (le dernier orbiteur chinois, Chang'e 2, a été lancé en 2010) qui embarque de nombreux instruments chargés d'étudier dans la durée la surface de la Lune depuis l'orbite. Toutes deux doivent se poser dans la région du pôle sud lunaire où devrait se dérouler le premier débarquement d'astronautes chinois vers 2030. Ces missions doivent déposer sur le sol un astromobile ainsi qu'un engin se déplaçant à la surface en effectuant des sauts :
- Chang'e 7 est programmé en 2026
- Chang'e 8 est  programmé en 2028.